# Super HxEros
Super HxEros (ド級編隊エグゼロス?, Dokyū hentai Eguzerosu) è un manga scritto e disegnato da Ryōma Kitada, serializzato sulla rivista Jump Square di Shūeisha dal 2 maggio 2017 al 4 febbraio 2021. Un adattamento anime, prodotto da Project No.9, è stato trasmesso in Giappone tra luglio e settembre 2020.

## Trama
Una razza sconosciuta di alieni chiamata Kiseichu (キセイ蟲?, Kiseichū) invade la Terra. Quest'ultimi hanno come obiettivo quello di saccheggiare tutta "l'energia H", ovvero la forza erotica di ogni persona, nel tentativo di estinguere l'umanità. Per salvare la Terra dalla minaccia aliena, il liceale Retto Enjō si unisce alla squadra degli "HxEros", collaborando con quattro bellissime ragazze del liceo, una delle quali è la sua amica d'infanzia Kirara Hoshino. Tuttavia, si scopre che Kirara ha cambiato drasticamente il suo carattere, il che ha portato a un allontanamento tra i due amici d'infanzia.

## Personaggi

### Principali

I protagonisti della serie. Da sinistra verso destra: Maihime, Retto, Sora (sullo sfondo), Kirara e Momoka

Retto Enjō (炎城 烈人?, Enjō Retto)
Doppiato da: Yoshitsugu Matsuoka
Uno studente di scuola superiore del secondo anno che vive a Saitama. Si è unito agli HxEros su raccomandazione di suo zio dopo che la sua amica d'infanzia, Kirara Hoshino, è stata attaccata da un Kiseichu quando erano bambini. Prova dei sentimenti d'amore per Kirara sin dall'infanzia.
Kirara Hoshino (星乃 雲母?, Hoshino Kirara)
Doppiata da: Ai Kakuma
Kirara è l'amica d'infanzia di Retto. Quando era piccola aveva una personalità estroversa, ma dopo che essere stata attaccata da un Kiseichu, il suo carattere è drasticamente cambiato, portandola ad allontanarsi sempre di più da Retto.
Momoka Momozono (桃園 百花?, Momozono Momoka)
Doppiata da: Sayuri Yahagi
Una ragazza energica, Momoka si è unita agli HxEros per via della sua rivalità con la sorella maggiore, che è una modella. Si lascia intendere che provi dei sentimenti per Retto.
Sora Tenkūji (天空寺 宙?, Tenkūji Sora)
Doppiata da: Yūki Kuwahara
Sora è una ragazza un po' stupida che di tanto in tanto entra nel letto di Retto quando è mezza addormentata. Le piace disegnare manga erotici. È una compagna di classe della sorella minore di Retto, Hiiro.
Maihime Shirayuki (白雪 舞姫?, Shirayuki Maihime)
Doppiata da: Ai Kayano
Maihime è una ragazza dal carattere amichevole che crede di non avere abilità speciali. A sua insaputa, tuttavia, la sua energia H è molto più forte di quanto pensi.

### Supporto
Jō Anno (庵野 丈?, Anno Jō)
Doppiato da: Shin'ichirō Miki
Zio di Retto, Jō lavora per le Forze di Difesa della Terra come capo della Sezione Eroi della divisione di Saitama.
Chacha (チャチャ?)
Doppiata da: Nichika Ōmori
Un Kiseichu, nonché la figlia maggiore della regina. A differenza di altri membri della sua specie, Chacha è in grado di rilasciare feromoni che rendono più facile per gli altri sentire l'energia H. In quanto tale, è disprezzata e imprigionata dai membri della sua stessa specie.
Runba (ルンバ?)
Doppiato da: Daisuke Kishio
Un cucciolo di cane che vive a casa di Retto.
Shiko Murasame (叢雨紫子?, Murasame Shiko)
Doppiata da: Lynn
Un membro degli HxEros che lavora per la filiale di Tokyo. Grazie alla sua attrezzatura XERO, ha un corpo molto insensibile. Ha preso una cotta per Retto dopo che lui l'ha aiutata a rilasciare la sua energia H mentre era in modalità bestia.
Moena Wakakusa (若草萌萎?, Wakakusa Moena)
Doppiata da: Natsumi Takamori
Un membro di HxEros che lavora per la filiale di Tokyo. Ha frequentato la stessa scuola media di Momoka.
Tōma Taiga (大河橙馬?, Taiga Tōma)
Doppiato da: Ayaka Ōhashi
Un membro di HxEros che lavora per la filiale di Tokyo. È un fan di Retto dall'aspetto effeminato.
Yona Ichōgi (銀杏木よな?, Ichōgi Yona)
Doppiata da: Yūki Takada
Un membro di HxEros che lavora per la filiale di Tokyo. Sembra piuttosto matura per la sua età.
Hiiro Enjō (炎城緋色?, Enjō Hiiro)
Doppiata da: Emiri Suyama
La sorella minore di Retto. È una compagna di classe di Sora.

## Media

### Manga
La serie è scritta e disegnata da Ryōma Kitada. La serializzazione è avvenuta sulla rivista Jump Square di Shūeisha dal 2 maggio 2017 al 4 febbraio 2021. I capitoli sono stati raccolti in dodici volumi tankōbon dall'etichetta Jump Comics dal 4 settembre 2017 al 4 marzo 2021. In Italia la serie è stata annunciata il 12 giugno 2020 alla diretta streaming di Romics Official da J-Pop che l'ha pubblicata dal 26 agosto successivo all'11 maggio 2022, mentre in America del Nord i diritti sono stati acquistati da Seven Seas Entertainment.

#### Volumi
| 1  | 4 settembre 2017 | ISBN 978-4-08-881247-2                                                      | 26 agosto 2020    | ISBN 978-88-349-0356-8 |
| 1  | Capitoli - 1. In questo mondo colmo di luce (光満ちるこのセカイで?, Hikari michiru kono sekai de) - 2. La fondazione degli Hxeros (結成、エグゼロス?, Kessei, Eguzerosu) - 3. Il giardino dei peschi dai cento fiori di Momoka (桃の園、百の花?, Momo no en, hyaku no hana) - 4. Butterfly Effect (バタフライ・エフェクト?, Batafurai Efekuto) |                                                                             |                   |                        |
| 1  | Trama Una misteriosa razza aliena chiamata Kiseichu invade la Terra con l'intento di privare l'energia H, ovvero la forza erotica, di ogni persona in modo da estinguere poco a poco l'umanità. Uno degli eroi incaricati di sconfiggere la minaccia è il liceale Retto Enjō, il quale si è unito alla squadra HxEros dove collabora con quattro bellissime ragazze sue coetanee, ovvero Momoka Momozono, Shirayuki Maihime, Sora Tenkūji e Kirara Hoshino, quest'ultima la sua amica d'infanzia.                                 |                                                                             |                   |                        |
| 2  | 4 dicembre 2017 | ISBN 978-4-08-881296-0                                                      | 23 settembre 2020 | ISBN 978-88-349-0374-2 |
| 2  | Capitoli - 5. La notte è breve... lasciati andare, fanciulla (夜は短し惚気よ乙女?, Yoru wa mijikashi noroke yo otome) - 6. La Biancaneve dell'istituto femminile Saotome (早乙女女学院の白雪姫?, Saotome jogakuin no Shirayuki hime) - 7. Sora e Kirara (空の色、星の色?, Sora no iro,-boshi no iro) - 8. Hxeros rising (エグゼロス・ライジング?, Eguzerosu Raijingu) - 9. Una nuova coinquilina (新たな同居人(?)?, Aratana dōkyo hito (?))                                                                                       |                                                                             |                   |                        |
| 3  | 2 marzo 2018 | ISBN 978-4-08-881366-0                                                      | 18 novembre 2020  | ISBN 978-88-349-1531-8 |
| 3  | Capitoli - 10. Un momento di beatitudine (しふくのひととき?, Shifuku no hitotoki) - 11. Xero-suit (XEROスーツ?, XERO Sūtsu) - 12. La vita quotidiana dell'eroina H Sora Tenkuji (H EROINE 天空寺 宙の日常?, H EROINE tenkūji zora no nichijō) - 13. Pathos in the past (パトス イン ザ パスト?, Patosu in za Pasuto) - 14. Sognando Hoshino e le stelle (ホシノ見ル夢?, Hoshino mi ru yume) - One-shot. Caro signor Hannibal (拝啓、ハンニバル?, Haikei, Hannibaru)                                                               |                                                                             |                   |                        |
| 4  | 4 luglio 2018 | ISBN 978-4-08-881519-0                                                      | 8 gennaio 2021    | ISBN 978-88-349-0451-0 |
| 4  | Capitoli - 15. Xero-game (XEROゲーム?, XERO Gēmu) - 16. Biotite (Biotite?) - 17. Gli HxEros ai bagni pubblici! (銭湯! エグゼロス?, Sentō! Eguzerosu) - 18. Xero-suit versione migliorata (XEROスーツ・改?, XERO Sūtsu/Kai) - Extra. Speciale di "Weekly Young Jump" (週刊ヤングジャンプ出張番外編?, Shūkan Yangu Janpu shutchō bangai-hen) |                                                                             |                   |                        |
| 5  | 2 novembre 2018 | ISBN 978-4-08-881631-9                                                      | 3 marzo 2021      | ISBN 978-88-349-0549-4 |
| 5  | Capitoli - 19. Henergy ☆ Monster (Hナジー☆モンスター?, H Najī ☆ Monsutā) - 20. Due demonietti (二人のアマノジャク?, Futari no Amanojaku) - 21. La spiaggia Hadakane apre al pubblico (肌金海岸海開き?, Hada-kin kaigan umi hiraki) - 22. Saitama xTokyo (サイタマ×トーキョー?, Saitama × Tōkyō) - 23. Le due Kirara (二人の雲母?, Futari no unmo) - 24. Il piano Hero per l'umanità (人類総HERO計画?, Jinrui sō Hīrō keikaku) - Extra. Speciale di "Shonen Jump+" (少年ジャンプ+特別番外編?, Shōnen Janpu + tokubetsu bangai-hen) |                                                                             |                   |                        |
| 6  | 4 marzo 2019 | ISBN 978-4-08-881774-3                                                      | 5 maggio 2021     | ISBN 978-88-349-0629-3 |
| 6  | Capitoli - 25. (嵐の前の…?, Arashi no mae no…) - 26. (バイバイ、エグゼロス。?, Baibai, Eguzerosu.) - 27. (決意のチャチャ?, Ketsui no Chacha) - 28. (決戦!エグゼロス?, Kessen! Eguzerosu) |                                                                             |                   |                        |
| 7  | 4 luglio 2019 | ISBN 978-4-08-881893-1                                                      | 7 luglio 2021     | ISBN 978-88-349-0689-7 |
| 7  | Capitoli - 29. (漆黒のエグゼロス?, Shikkoku no Eguzerosu) - 30. (不幸中の最猥?, Fukō-chū no sai midari) - 31. (宙のエネルゲン?, Chū no Enerugen) - 32. (オナ中の真実?, Onachū no shinjitsu) - 33. (曙のかくしごと?, Akebono no kakushi-goto) |                                                                             |                   |                        |
| 8  | 1º novembre 2019 (ed. regolare & limitata) | ISBN 978-4-08-882112-2 (ed. regolare) ISBN 978-4-08-882156-6 (ed. limitata) | 8 settembre 2021  | ISBN 978-88-349-0758-0 |
| 8  | Capitoli - 34. (天地無装?, Tenchi mu sō) - 35. (修行のセイカ?, Shugyō no seika) - 36. (VSヌシ?, VS Nushi) - 37. (乙女三人寄れば姦しい?, Otome-san' nin' yoreba kashimashī) |                                                                             |                   |                        |
| 9  | 4 marzo 2020 | ISBN 978-4-08-882234-1                                                      | 24 novembre 2021  | ISBN 978-88-349-0821-1 |
| 9  | Capitoli - 38. (VS暁?, VS Akatsuki) - 39. (曙と暁?, Akebono to Akatsuki) - 40. (二人の記憶?, Futari no kioku) - 41. (VSキョセイ蟲?, VS Kyosei Mushi) |                                                                             |                   |                        |
| 10 | 3 luglio 2020 | ISBN 978-4-08-882358-4                                                      | 19 gennaio 2022   | ISBN 978-88-349-0892-1 |
| 10 | Capitoli - 42. (アタック・オブ・ザ・ベッドモンスター?, Atakku Obu za Beddo Monsutā) - 43. (シコとレット?, Shiko to Retto) - 44. (PEA?) - 45. (ウォーキング・デート?, Uōkingu Dēto) - 46. (白雪舞姫の受難?, Shirayuki Maihime no junan) - 47. (キセイ・ウイルス?, Kisei Uirusu) - Extra. (月刊少年マガジン出張番外編?, Gekkan Shōnen Magajin shutchō bangai-hen) |                                                                             |                   |                        |
| 11 | 4 novembre 2020 (ed. regolare & limitata) | ISBN 978-4-08-882480-2 (ed. regolare) ISBN 978-4-08-908393-2 (ed. limitata) | 23 marzo 2022     | ISBN 978-88-349-0949-2 |
| 11 | Capitoli - 48. (登場、キセイ姫?, Tōjō, Kisei hime) - 49. (トーキョー合宿?, Tōkyō gasshuku) - 50. (VS支部長?, VS Shibuchō) - 51. (園の花、百の花?, En no hana, hyaku no hana) - Extra. (週刊少年ジャンプ出張番外編?, Shūkan Shōnen Janpu shutchō bangai-hen) - Extra. (特別番外編?, Tokubetsu bangai-hen) |                                                                             |                   |                        |
| 12 | 4 marzo 2021 (ed. regolare & limitata) | ISBN 978-4-08-882588-5 (ed. regolare) ISBN 978-4-08-908394-9 (ed. limitata) | 11 maggio 2022    | ISBN 978-88-349-1020-7 |
| 12 | Capitoli - 52. (本当の雲母?, Hontō no unmo) - 53. (雲母VS黒雲母?, Unmo VS kurounbo) - 54. (覚醒?, Kakusei) - 55. (エグゼロスよ、永遠に。?, Eguzerosu yo, eien ni.) |                                                                             |                   |                        |

### Anime
Annunciato il 25 ottobre 2019 da Shūeisha, un adattamento anime di dodici episodi, prodotto da Project No.9 e diretto da Masato Jinbo, è stato trasmesso in Giappone tra il 3 luglio e il 25 settembre 2020. La composizione della serie è stata affidata sempre a Jinbo, mentre la colonna sonora è stata composta da Gin. Le sigle di apertura e chiusura sono rispettivamente Wake Up H×ERO!, interpretata dalla band Burnout Syndromes insieme al doppiatore Yoshitsugu Matsuoka, e Lost Emotion di Ai Kakuma. In America del Nord la serie è stata trasmessa in streaming in simulcast da Funimation. Due OAV sono stati pubblicati in allegato alle edizioni limitate dei volumi undici e dodici del manga, i quali sono usciti rispettivamente il 4 novembre 2020 e il 4 marzo 2021.

#### Episodi
| Nº    | Titolo italiano (traduzione letterale) Giapponese 「Kanji」 - Rōmaji | In onda           | In onda |
| Nº    | Titolo italiano (traduzione letterale) Giapponese 「Kanji」 - Rōmaji | Giapponese        |         |
| 1     | In questo mondo traboccante di luce 「光満ちるこのセカイで」 - Hikari michiru kono sekai de | 3 luglio 2020     |         |
| 1     | Gli invasori alieni chiamati Kiseichu stanno complottando per eliminare gradualmente l'umanità prosciugandoli della loro energia H, ovvero la forza erotica, minacciando così la riproduzione umana. Mentre questo problema incombe sulla società, Retto Enjō scopre che la sua amica d'infanzia, Kirara Hoshino, non parla con un ragazzo da anni a seguito di un'esperienza traumatica ed è preoccupato per lei. Retto prova a parlarle per la prima volta dopo tanti anni di silenzio, ma non riesce in alcun modo ad ottenere la sua attenzione. Ad un certo punto i due vengono attaccati da un Kiseichu e fuggono nello stesso parco giochi in cui si incontravano da piccoli, e qui iniziano a chiarirsi ma dopo un po' l'alieno fa di nuovo la sua apparizione, questa volta più potente di prima dato che ha assorbito l'energia H delle altre persone. Così Retto e Kirara combinano le loro forze e riescono ad eliminare il mostro tramite un potente colpo energetico, poi vengono raggiunti da Momoka, Sora e Maihime, ovvero gli altri membri della squadra HxEros, dove presta servizio anche Retto. |                   |         |
| 2     | HxEros, uniti 「結成、エグゼロス」 - Kessei, Eguzerosu | 10 luglio 2020    |         |
| 2     | Dopo la battaglia, a Kirara viene chiesto di unirsi agli HxEros, ovvero un gruppo di eroi che combatte contro i Kiseichu, ma esita all'idea di vivere sotto lo stesso di Retto e degli altri membri femminili della squadra, anche se ciò ne va del destino della Terra. La ragazza non vuole accettare il fatto di possedere enormi poteri erotici e rifiuta l'offerta di collaborare con loro. Jō Anno, il caposquadra, chiede a Retto di tentare nuovamente di persuaderla, ma quest'ultimo è a conoscenza dell'esperienza traumatica di Kirara avuta in passato con un Kiseichu e fa del suo meglio per rispettare la sua decisione. Nel frattempo, un altro Kiseichu attacca il loro liceo, così Kirara riesce a salvare un ragazzo dall'assorbimento dell'energia H mentre Retto sconfigge il mostro. Alla fine Kirara decide di andare a vivere insieme a lui e alle altre ragazze, seppure con un po' di riluttanza. |                   |         |
| 3     | Butterfly Effect 「バタフライエフェクト」 - Batafurai Efekuto | 17 luglio 2020    |         |
| 3     | Kirara si unisce alla squadra come HxEros Yellow, ma non è in grado di liberare tutto il suo potenziale nei momenti critici e permette a un Kiseichu di fuggire. Presto si scopre che il motivo per cui la ragazza continua a fallire nelle sue missioni è perché non accumula energia H sufficiente ad utilizzare i suoi poteri. Momoka Momozono, conosciuta anche come Hxe Pink, la rimprovera sostenendo che deve pensare a cose erotiche ogni giorno se vuole salvare il mondo ma Kirara non riesce a mettere da parte la sua timidezza. Momoka non approva per niente la sua linea di pensiero perché le ricorda la sua sorella la quale eccelle in tutto, poi tenta di aumentare il volume dei propri seni facendo un bagno con il latte di soia ma l'esperimento non va a buon fine. Successivamente al liceo, il Kiseichu che era sfuggito a Kirara torna a farsi vedere e ruba delle mutandine, ma lei e Retto riescono a fermarlo. Giunta la sera, tutti vanno a dormire e si svolgono alcuni momenti imbarazzanti tra i due ragazzi e Sora, la quale sbaglia per l'ennesima volta stanza e va a dormire in quella di Retto. Alla fine Kirara distrugge involontariamente due tetti dalla sua stanza e il giorno successivo Jō si complimenta per il suo talento straordinario. |                   |         |
| 4     | Biancaneve e il colore del cielo 「白雪姫と宙の色」 - Shirayukihime to chū no iro | 24 luglio 2020    |         |
| 4     | Maihime Shirayuki, uno dei membri femminili degli HxEros dove è nota come Hxe White, è una ragazza dal carattere mite che però non sembra aver alcun talento particolare per via della mancanza di fiducia in sé stessa. Un giorno fa la sua apparizione un Kiseichu nel liceo femminile che frequenta e riesce a sconfiggere i suoi tentacoli impiegando i propri superpoteri. Successivamente, si scopre che Sora Tenkūji, alias Hxe Blue, ha l'hobby di disegnare fumetti erotici per stimolare la propria energia H, Kirara finisce per scoprire casualmente il suo segreto e viene costretta a partecipare alle sue buffonate. Non passa molto e altri Kiseichu decidono di assalire una libreria, così tutta la squadra al completo si precipita a sventare la minaccia ma Kirara viene rapita e portata al quartier generale dei nemici, mentre gli altri promettono di salvarla. |                   |         |
| 5     | HxEros Rising 「エグゼロス・ライジング」 - Eguzerosu Raijingu | 31 luglio 2020    |         |
| 5     | Retto e il resto della squadra si precipitano nella base dei Kiseichu per liberare Kirara. Nel frattempo, quest'ultima riesce a fuggire dal nemico e incontra la principessa dei Kiseichu, Chacha, la quale afferma di essere stata rinchiusa in una stanza in quanto la sua mutazione l'ha resa diversa dagli altri membri della sua specie. Chacha le spiega che vuole impedire ai Kiseichu di distruggere l'umanità e desidera fuggire insieme alla ragazza umana. Retto e le altre arrivano in loro soccorso, sconfiggono tutti i Kiseichu e le portano in salvo. |                   |         |
| 6     | Una nuova coinquilina (?) 「新たな同居人（？）」 - Arata na dōkyonin (?) | 7 agosto 2020     |         |
| 6     | Chacha si unisce agli HxEros come nuovo membro e inizia a vivere con la squadra nello stesso dormitorio. Chacha entra nella coscienza di Retto per scoprire la fonte della sua energia H e durante la fusione con il ragazzo, visita le stanze di Maihime, Momoka e Sora e stimola la loro energia H. Finisce poi per fare il bagno con Kirara, il che rende Retto decisamente ansioso, tuttavia i poteri di Chacha sono troppo forti per Kirara, la quale sviene per il caldo accumulato nella stanza. Chacha si rende conto che Retto è innamorato di Kirara e prende il controllo del suo corpo mentre gli sussurra che è arrivata la sua occasione, ma il ragazzo dimostra di avere una grandissima forza di volontà e si libera dal suo controllo. Il giorno dopo Kirara viene colpita da un Kiseichu che la fa regredire psicologicamente allo stadio infantile e coinvolge Retto in una serie di situazioni imbarazzanti ma passate le 24 ore l'effetto svanisce e tutto torna alla normalità. |                   |         |
| 7     | XERO Game 「XEROゲーム」 - Xero Gēmu | 14 agosto 2020    |         |
| 7     | Di recente a Saitama, l'opinione pubblica ha iniziato a preoccuparsi perché un gran numero di persone ha dormito troppo al mattino, portando quest'ultime a fare tardi a scuola o al lavoro. Basandosi sulle informazioni dategli da Chacha, Retto e la sua squadra scoprono che il colpevole dietro tutto questo è Genmuchu, un particolare Kiseichu. Si dirigono così verso il suo nascondiglio, ovvero una torre radio abbandonata, ma Genmuchu gli tende un agguato e li intrappola in un mondo onirico. Chacha però riesce a risvegliare Retto e questi si precipita ad affrontare Genmuchu ma trova invece altre due HxEros delle sedie di Tokyo chiamate rispettivamente Shiko Murasame e Moena Wakakusa, le quali hanno già sconfitto Genmuchu. A questo punto Shiko lo sfida nello XERO Game, ovvero un gioco di seduzione, che Retto riesce a vincere grazie all'aiuto di Chacha. Genmuchu si rialza dalla macerie ed affronta i presenti, ma viene presto sconfitta da Kirara e dalle altre che si sono svegliate poco prima. Alla fine Shiko e Moena promettono che un giorno si faranno nuovamente vive. |                   |         |
| 7.5   | HxEros a rapporto 「エグゼロス・レポート」 - Eguzerosu Repōto | 21 agosto 2020    |         |
| 7.5   | Episodio riassuntivo degli eventi delle prime 7 puntate. |                   |         |
| 8     | H-energy Monster 「Hナジー☆モンスター」 - H-najī Monsutā | 28 agosto 2020    |         |
| 8     | Kirara inizia a soffrire di allucinazioni e vede Dark Kirara, ovvero la rappresentazione del lato oscuro della sua personalità, la quale ha l'aspetto di quando era bambina. Dark Kirara spiega che il suo scopo è quello di far si che Kirara e Retto possano mettersi insieme. Inizialmente, la ragazza non ascolta il suo alter ego, ma dopo aver visto Shiko fare delle particolari avances a Retto, non riesce più a trattenersi. Turbata dall'arrivo di questa rivale inaspettata, si dirige verso la vasca da bagno per fare una sorpresa a Retto, ma non appena entra nella stanza viene assalita dal suo interesse amoroso, il quale perde il controllo a causa di un morso di Chacha ma poi Kirara riesce a sistemare le cose. Il giorno dopo, Retto rischia di fare tardi a scuola e nella fretta prende con sé una particolare bevanda che aveva ordinato precedentemente Momoka, senza sapere l'effettivo contenuto dell'energy drink. Arriva l'ora di pranzo e Retto viene raggiunto da Shiko e da Kirara che tentano di attirare la sua attenzione, ma gli rubano ciò che stava per bere e le due ragazze iniziano a comportarsi in maniera molto provocatoria e lo portano in un karaoke. Alla fine tutto torna alla normalità e ognuno fa ritorno a casa.                |                   |         |
| 9     | L’inizio della stagione balneare di Hadakana 「肌金海岸海開き」 - Hada-kin kaigan umi hiraki | 4 settembre 2020  |         |
| 9     | Il quartier generale degli HxEros concede generosamente a Retto e alla sua squadra una vacanza al mare, ma quando arrivano scoprono che la spiaggia è ricoperta di cetrioli di mare dall'aspetto sospetto. Scoraggiati dall'impossibilità di andare a nuotare, i ragazzi tornano in hotel dove si imbattono nel gruppo dei loro colleghi della filiale di Tokyo, che sono arrivati a sterminare le piccole creature, e finiscono così per aiutarli nella loro missione. Tōma Taiga, l'unico membro maschile della sede di Tokyo, chiede a Retto di diventare il suo maestro perché lo ammira molto. Dopo aver fatto amicizia, le ragazze vengono attaccate dai cetrioli di mare, i quali si rivelano i servitori di un Kiseichu, così Tōma riesce a caricarsi di energia H grazie all'aiuto involontario di Retto e riporta nuovamente la pace sulla località marittima. Successivamente tutti quanti si godono piacevolmente la vacanza assieme in hotel mentre Jō ha terminato le tute da combattimento che dovrà consegnare ai giovani eroi. |                   |         |
| 10    | Le due Kirara 「二人の雲母」 - Futari no unmo | 11 settembre 2020 |         |
| 10    | I membri delle filiali di Saitama e Tokyo vanno ad Akihabara per socializzare. Shiko vuole approfondire il suo rapporto con Retto, quindi suggerisce agli altri di dividersi in due gruppi per esplorare la zona, così giocano a sasso-carta-forbici per decidere i membri di ciascun gruppo. Il gruppo di Yona comprende Maihime, Sora, Retto e Tōma, mentre quello di Moena è composto da Momoka, Kirara e Shiko. Il gruppo di Yona si gode un particolare giro turistico di Akihabara, mentre quello di Moena si dirige in un sexy shop, suscitando il profondo imbarazzo di Kirara. Dopo una serie di eventi, sia Retto che Kirara perdono di vista i rispettivi gruppi in stazione, così prendono il treno insieme e qui fanno luce sul fermaglio che indossa la ragazza, il quale fu un regalo da Retto quando erano bambini. Siccome l'oggetto era una sorta di proposta di matrimonio, Kirara promette a Retto che gli darà una risposta dopo che avranno sterminato tutti i Kiseichu. |                   |         |
| 11    | Bye-bye HxEros 「バイバイ、エグゼロス」 - Baibai, Eguzerosu | 18 settembre 2020 |         |
| 11    | Retto riesce a sconfiggere un Kiseichu, ma prima di morire questi riesce a colpirlo con il suo pungiglione, tuttavia il ragazzo non sembra sentire alcun dolore. Ad un certo punto però esce una donnola dai suoi pantaloni e Chacha gli spiega che rappresenta la radice della sua virilità e che deve riacciuffarla prima che sia troppo tardi perché senza di essa per lungo tempo rischierà di trasformarsi per sempre in una ragazza. Retto riesce a catturarla ma non ha il tempo di rifondersi con essa in quanto Momoka e Kirara lo portano con loro a fare un bagno scambiandolo per la sorella del loro compagno di squadra, ma dopo una serie di momenti imbarazzanti, il ragazzo riesce a ritornare normale. In seguito il gruppo scopre che Jō è stato arrestato ingiustamente e che il quartier generale ha deciso di sciogliere gli HxEros, così sono tutti quanti costretti a tornare ad una normale vita da liceali. Viene così la festa d'estate, Kirara va insieme a Retto ed alcuni amici all'evento ma i due ragazzi si ritrovano ad affrontare un altro Kiseichu, che viene poi sconfitto da Kirara utilizzando la tuta da combattimento, poi gli HxEros si riuniscono ed iniziano ad indagare sulla governatrice della zona.                                       |                   |         |
| 12    | La sfida finale degli HxEros! 「決戦！エグゼロス」 - Kessen! Eguzerosu | 25 settembre 2020 |         |
| 12    | Gli HxEros continuano le loro indagini sulla governatrice, sospettando che sia in realtà un Kiseichu sotto mentite spoglie. Giunti all'esterno della casa di quest'ultima, mandano Chacha trasformata a verificare se si tratti di un membro della propria specie, ma questa viene portata all'interno della residenza in maniera consenziente. Retto e la sua squadra si insospettiscono e vanno in suo soccorso, così una volta giunti dentro scoprono che in realtà la presunta governatrice è la Regina dei Kiseichu, nonché madre di Chacha. La Regina li intrappola così in una stanza in grado di resistere all'energia H, e dopo una serie di peripezie, riescono a fuggire e si preparano ad affrontare un mostro tentacolare. Mentre le altre lo sconfiggono, Retto e Kirara seguono le tracce della Regina e la affrontano in un ultimo duello dove ne è escono vincitori, poi la ragazza si rifiuta di rivelare i propri sentimenti a Retto, affermando che fino a quando non avrebbero eliminato i Kiseichu restanti non si sarebbe mai confessata a lui. |                   |         |
| OAV 1 | I due contrari 「二人のアマノジャク」 - Futari no amanojakuLa routine quotidiana di Sora Tenkūji 「天空寺宙の日常」 - Tenkūji Sora no nichijōIl piano dell'eroe totale dell'umanità 「人類総HERO計画」 - Jinrui sō Hīrō keikaku | 4 novembre 2020   |         |
| OAV 1 | Retto e Momoka decidono di andare ad un appuntamento insieme presso un tempio dove un Kiseichu sta sfruttando i suoi poteri per far separare le giovani coppie e dopo un piccolo imprevisto riescono a sconfiggerlo senza troppi problemi. Successivamente viene analizzata la routine quotidiana di Sora, la quale si rivela un otaku che fa fatica a socializzare con il prossimo, ma nonostante ciò una sua compagna di classe decide di darle il proprio numero di cellulare. Più tardi, Sora si reca in una libreria e sconfigge un piccolo Kiseichu, ma utilizzando i suoi poteri finisce per denudarsi, così chiama al telefono la ragazza con cui aveva conversato al mattino e vanno a casa insieme dove finiscono per fare amicizia, e qui Sora scopre che si tratta di Hiiro, la sorella di Retto. In un'altra occasione, Maihime si ritrova a sistemare i guai causati da Chacha a scuola sotto effetto dell'erba a gatta e riporta l'ordine. |                   |         |
| OAV 2 | La tuta da eroe XERO 「XEROスーツ・改」 - XERO Sūtsu aratame | 4 marzo 2021      |         |
| OAV 2 | Retto e Kirara vanno a scuola come di consuetudine ma notano che sia gli altri studenti che gli insegnanti girano completamente nudi per l'edificio come se fosse una cosa naturale, così dopo una serie di momenti imbarazzanti, i due giovani riescono a trovare il Kiseichu responsabile di questa spiacevole situazione e lo sconfiggono, riportando di conseguenza tutto alla normalità. In un'altra occasione, gli HxEros scoprono che Jō è stato rapito da un Kiseichu e così vanno a salvarlo, ma non riescono a farcela da soli, e così intervengono i colleghi della sede di Tokyo che riescono a fornire il loro supporto a Kirara, la quale riesce a sconfiggere una volta per tutte il mostro. |                   |         |

## Accoglienza
Ad ottobre 2019, il manga ha venduto 900 000 copie in Giappone. Nicholas Dupree di Anime News Network ha definito l'anime una "serie di ragazze super potenti del bene contro il male", mentre la collega Monique Thomas lo ha definito una "serie parodia dei super sentai in versione eccitata". Dupree ha anche elogiato la serie per essere stata più profonda di quanto si aspettasse, ma Thomas ha criticato Super HxEros per il suo "fanservice positivo per il sesso" che ricadeva nella piattezza. Entrambi i recensori hanno sottolineato che il personaggio di Maihime ha una "fidanzata lesbica che sembra un principe", sottolineando che non è l'unica relazione omosessuale della serie, poiché anche una delle amiche di Kirara, che non fa parte degli Super HxEros, sta "uscendo con una ragazza più grande".
Grant Jones di Anime News Network recensì il primo volume del manga affermando che difficilmente lo avrebbe consigliato ma non si sentiva nemmeno di provare molta inimicizia nei suoi confronti. Jones affermò che vantava di bei disegni dove spiccavano maggiormente i seni delle ragazze protagoniste, ma a livello di trama non sapeva fino a che punto poteva soddisfare un potenziale lettore.